# ماتيس وسادكو
ماتيس وسادكو (بالإنجليزية: Matisse & Sadko)‏ هي فرقة دي جي وإنتاج موسيقي تتكون من الثنائي الروسي من سانت بطرسبرغ الأخوين ألكساندر ويوري باركهومنكو. يشتهر هؤلاء بتعاونهم مع الدي جي الهولندي مارتن غاركس في عدة أغاني مثل "Dragon" و"Forever" و"Break Through The Silence" و"Together" و"Mistaken" التي لاقت في المجمل نقدا إيجابي.

## روابط خارجية
- ماتيس وسادكو على موقع ميوزك برينز (الإنجليزية)
- ماتيس وسادكو على موقع ديسكوغز (الإنجليزية)